# Luigi Dentice di Frasso
Don Luigi Dentice, principe di Frasso, di San Vito e di Crucoli, conte, patrizio napoletano (Brühl, 19 agosto 1861 – Roma, 28 luglio 1947), è stato un imprenditore e politico italiano.